# 利佳廷
49°23′4″N 25°3′12″E / 49.38444°N 25.05333°E

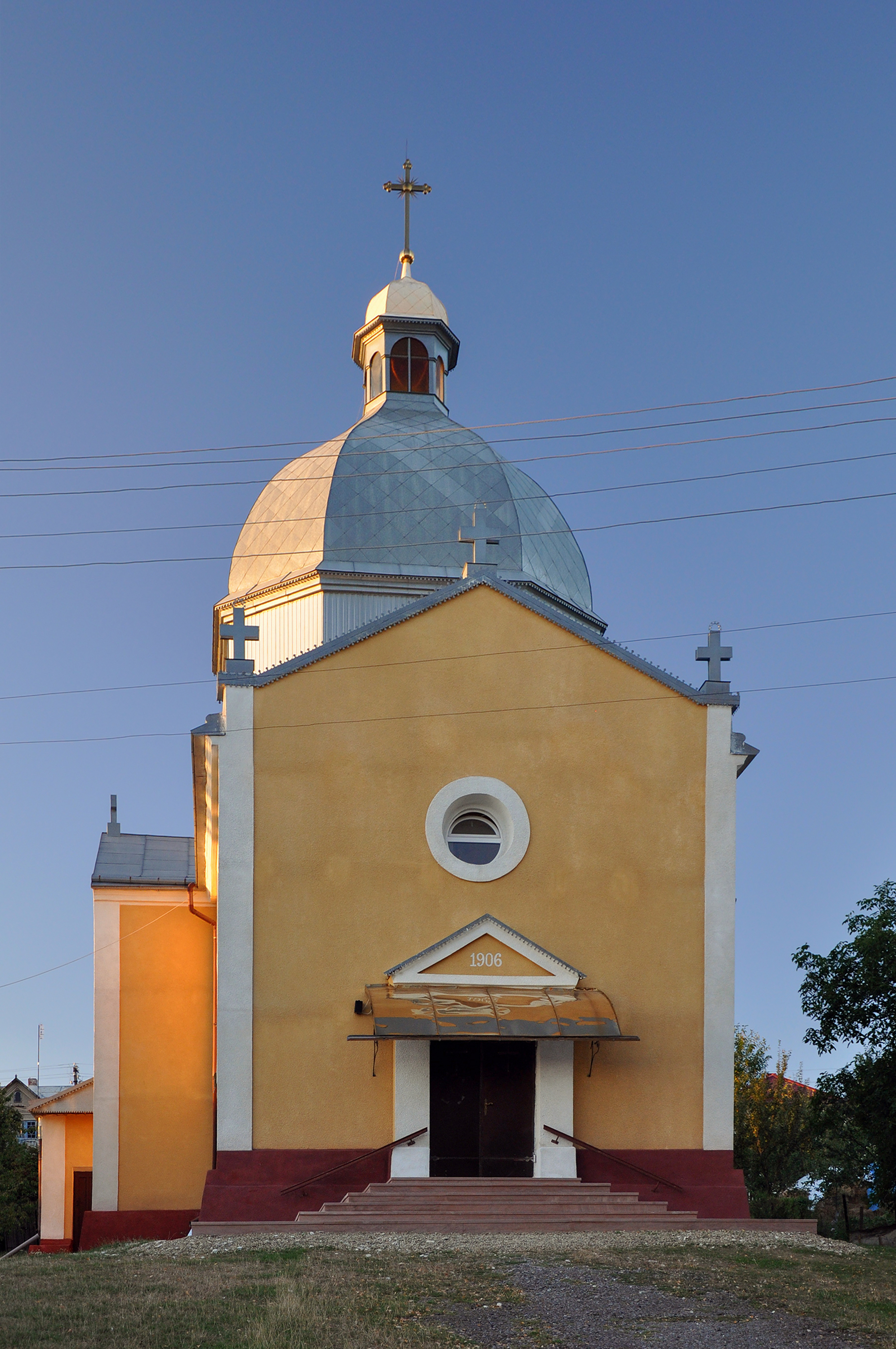

利佳廷（羅馬化：Litiatyn）是位於烏克蘭西南部的村莊，由特諾皮爾州特諾皮爾區的薩蘭丘基市鎮負責管轄。該村始建於1473年，面積2.26平方公里，2014年人口648，人口密度每平方公里342.9人。